# Grandcour
Grandcour (hist. Langendorf) – miasto i gmina (commune) w zachodniej Szwajcarii, w kantonie Vaud, w okręgu (district) Broye-Vully.

## Demografia
W Grandcour mieszkają 993 osoby. W 2021 roku 16,5% populacji gminy stanowiły osoby urodzone poza Szwajcarią. 

## Transport
Przez teren miasta przebiega droga główna nr 152. Miasto leży przy autostradzie A1.